# Carlos Alberto Vario
Carlos Alberto Vario (ur. 17 października 1947 w Vicente López) – argentyński zapaśnik walczący w obu stylach. Dwukrotny olimpijczyk. Osiemnasty w stylu klasycznym i dziewiąty w stylu wolnym w Tokio 1964. Zajął 21. miejsce w stylu klasycznym i osiemnaste w stylu wolnym w Meksyku 1968.
Czwarty na igrzyskach panamerykańskich w 1971 i 1979; siódmy w 1975 roku.

## Letnie Igrzyska Olimpijskie 1964
| Konkurencja          | Rundy eliminacyjne     | Rundy eliminacyjne    | Klas. końcowa |
| Konkurencja          | Przeciwnik I           | Przeciwnik II         | Miejsce       |
| -------------------- | ---------------------- | --------------------- | ------------- |
| 78 kg styl klasyczny | Antal Rizmayer (HUN) P | Harald Barlie (NOR) P | 18.           |

| Konkurencja      | Rundy eliminacyjne    | Rundy eliminacyjne   | Rundy eliminacyjne | Rundy eliminacyjne    | Klas. końcowa |
| Konkurencja      | Przeciwnik I          | Przeciwnik II        | Przeciwnik III     | Przeciwnik IV         | Miejsce       |
| ---------------- | --------------------- | -------------------- | ------------------ | --------------------- | ------------- |
| 70 kg styl wolny | Djan-Aka Djan (AFG) P | Rodger Doner (CAN) Z | wolny los Z        | Mahmut Atalay (TUR) P | 9.            |

## Letnie Igrzyska Olimpijskie 1968
| Konkurencja          | Rundy eliminacyjne   | Rundy eliminacyjne      | Klas. końcowa |
| Konkurencja          | Przeciwnik I         | Przeciwnik II           | Miejsce       |
| -------------------- | -------------------- | ----------------------- | ------------- |
| 70 kg styl klasyczny | Guy Marchand (FRA) P | Muneji Munemura (JPN) P | 21.           |

| Konkurencja      | Rundy eliminacyjne        | Rundy eliminacyjne        | Klas. końcowa |
| Konkurencja      | Przeciwnik I              | Przeciwnik II             | Miejsce       |
| ---------------- | ------------------------- | ------------------------- | ------------- |
| 70 kg styl wolny | Francisco Lebeque (CUB) P | Abdollah Mowahhed (IRI) P | 18.           |